# Петровское сельское поселение (Тевризский район)
Петровское се́льское поселе́ние — муниципальное образование в Тевризском районе Омской области Российской Федерации.
Административный центр — село Петрово.

## История
Статус и границы сельского поселения установлены Законом Омской области от 30 июля 2004 года № 548-ОЗ «О границах и статусе муниципальных образований Омской области»

## Население
| 2010 | 2011  | 2012  | 2013  | 2014  | 2015 | 2016 |
| ---- | ----- | ----- | ----- | ----- | ---- | ---- |
| 1071 | ↘1068 | ↘1056 | ↘1053 | ↘1020 | ↘980 | ↘949 |
| 2017 | 2018  | 2019  | 2020  | 2021  | 2023 |      |
| ↘919 | ↘893  | ↘886  | ↘857  | ↘767  | ↘759 |      |

## Состав сельского поселения
| № | Населённый пункт | Тип населённого пункта       | Население |
| - | ---------------- | ---------------------------- | --------- |
| 1 | Комаровка        | деревня                      | ↘37       |
| 2 | Крутоярка        | деревня                      | 1         |
| 3 | Малые Кулары     | деревня                      | ↘111      |
| 4 | Петрово          | село, административный центр | 560       |
| 5 | Утузы            | деревня                      | ↘362      |